# 柳杉葉蔓石松
柳杉葉蔓石松（学名：Lycopodium cryptomerianum）为石松科石松屬下的一个种。

## 扩展阅读
- 維基物種上的相關：柳杉葉蔓石松